# Cantonul Castries
Cantonul Castries este un canton din arondismentul Montpellier, departamentul Hérault, regiunea Languedoc-Roussillon, Franța.

## Comune
- Assas
- Baillargues
- Beaulieu
- Buzignargues
- Castries (reședință)
- Galargues
- Guzargues
- Jacou
- Montaud
- Restinclières
- Saint-Brès
- Saint-Drézéry
- Saint-Geniès-des-Mourgues
- Saint-Hilaire-de-Beauvoir
- Saint-Jean-de-Cornies
- Sussargues
- Teyran
- Vendargues